# Methacrylsäureethylester
Methacrylsäureethylester ist eine chemische Verbindung aus der Gruppe der Carbonsäureester und der Ethylester der Methacrylsäure und damit ein Analogon des Acrylsäureesters Ethylacrylat.

## Eigenschaften
Methacrylsäureethylester ist eine leichtentzündliche, flüchtige, farblose Flüssigkeit mit charakteristischem Geruch. Der Flammpunkt liegt bei 19 °C, die Zündtemperatur bei 385 °C. Die Dämpfe von Methacrylsäureethylester können mit Luft ein explosionsfähiges Gemisch bilden, die unter Explosionsgrenze liegt bei 1,4 Vol.-%. Ihre Viskosität beträgt 0,62 mPa·s. Die Polymerisationswärme beträgt −59,5 kJ·mol−1 bzw. −521 kJ·kg−1. Es kann explosionsartig polymerisieren (wird deshalb stabilisiert in den Handel gebracht) und ist licht- und luftempfindlich.

## Verwendung
Methacrylsäureethylester dient zur Herstellung von Acrylpolymeren und Kunststoffadditiven.

## Risikobewertung
Methacrylsäureethylester wurde 2013 von der EU gemäß der Verordnung (EG) Nr. 1907/2006 (REACH) im Rahmen der Stoffbewertung in den fortlaufenden Aktionsplan der Gemeinschaft (CoRAP) aufgenommen. Hierbei werden die Auswirkungen des Stoffs auf die menschliche Gesundheit bzw. die Umwelt neu bewertet und ggf. Folgemaßnahmen eingeleitet. Ursächlich für die Aufnahme von Methacrylsäureethylester waren die Besorgnisse bezüglich Verbraucherverwendung, hoher (aggregierter) Tonnage und weit verbreiteter Verwendung sowie der Gefahren ausgehend von einer möglichen Zuordnung zur Gruppe der CMR-Stoffe und der vermuteten Gefahren durch sensibilisierende Eigenschaften. Die Neubewertung fand ab 2014 statt und wurde von Italien durchgeführt. Anschließend wurde ein Abschlussbericht veröffentlicht.